# Кинематограф нацистской Германии

## Роль кино в национал-социалистической политике
«С 30 января 1933 года ни одна другая отрасль промышленности не испытывает такого пристального внимания партии и правительства, как кинематограф. В принципе мы можем этим гордиться. Сам фюрер повторял в беседах с деятелями кинематографа слова о своей привязанности к кино, свидетельством которой является его восприимчивая и яркая натура. При такой любви фюрера и его министра пропаганды к кинематографу не может показаться странным, что партия и государство объявили его народным и культурным достоянием», — писал Оскар Кальбус в книге «О становлении немецкого киноискусства».
28 марта 1933 года в отеле «Кайзерхоф» министр пропаганды Йозеф Геббельс впервые выступил перед кинематографистами:
«Я счастлив, что могу говорить как человек, который на протяжении всей своей жизни никогда не чуждался немецкого кино, а, наоборот, всегда был страстным поклонником киноискусства и поэтому намеревается вывести это киноискусство на уровень, соответствующий немецкой силе и немецкому гению. Национальная революция не ограничилась только политикой, она распространилась на области экономики, культуры, внутренней и внешней политики, а также на кино. Кино может обладать высокими художественными достоинствами, но с помощью своих дурных взглядов оказать пагубное воздействие, как, например „Броненосец Потёмкин“. Другие фильмы, как, например, „Нибелунги“, показывают, что воздействие зависит не от темы самой по себе, а от того способа, с помощью которого эта тема раскрывается».
В своей речи Геббельс также заявил об обязанности государства принимать регулирующие меры: «Искусство свободно. Впрочем, оно должно привыкнуть к определённым нормам».

## Организации и учреждения
Геббельс сам считал себя «покровителем» немецкого кино. В имперском министерстве народного просвещения и пропаганды был образован «отдел кино» — до 1938 года «отдел V (кино)». Присущая министерству тенденция разрастания его практически не затронула: несмотря на увеличение объёма работы в связи с процессом национализации кинофирм и началом войны, в нём в течение 12 лет было всего пять секторов: «кинематография и Закон о кино», «киноэкономика», «кинематография за границей», «кинохроника» и «кинодраматургия», которые выполняли лишь контрольные функции. Дополнительные контрольные функции были возложены на имперскую кинопалату, членство в которой стало непременным условием работы в кинематографе.
Принцип национал-социалистической политики в области кино состоял в том, что, с одной стороны, она была тесно связана с «принципом фюрера», а с другой стороны, допускала определённые свободы, до тех пор пока кинематографисты придерживались намеченной министерством линии. Так как руководящие функции не были строго определены, министерство пропаганды в случае необходимости могло вмешаться в любой вопрос. Но это случалось весьма редко. Кинематографисты до конца сохраняли свою лояльность по отношению к режиму.
Режим, в свою очередь, не остался перед ними в долгу. Например, актёрам повысили их статус в обществе. Мелкие получали социальную защиту в виде пенсии, оплачиваемый отпуск, бесплатные путёвки в дома отдыха, а крупных актёров прельщали звёздными гонорарами и декоративными званиями, подарками и премиями.

## Закон о создании временной кинопалаты
«Чистка всего кинематографа» началась с принятием 28 июня 1933 года «Четвёртого распоряжения о демонстрации заграничных кинолент», согласно которому непременным условием для работы в кино стали немецкое гражданство и немецкое происхождение.
В очерке «Развитие и реорганизация немецкой кинопромышленности после 1933 г.» Курт Вольф писал: «Разумеется, было не очень легко выхватить кино из рук у евреев, составлявших в нем почти 90 %. Ибо несколько скоропалительные действия могли бы губительно сказаться на кинопромышленности. Но из творческой сферы евреи должны были исчезнуть как можно быстрее». По данным Язона, в 1932 году 70 % всех производственных фирм и 81 % всех прокатных фирм находилось под «неарийским» руководством. Они производили 86 % и прокатывали 91 % всех немецких фильмов. «Диктатура чуждых народу элементов» продолжалась и среди кинематографистов: 45 % всех авторов, 45 % всех композиторов и 47 % всех режиссёров были еврейского происхождения.
14 июля 1933 года правительство Гитлера приняло «Закон о создании временной кинопалаты». Это был первый законодательный акт национал-социалистов в области профессиональной деятельности.
В качестве цели временной кинопалаты § 1 закона предусматривал «унификацию немецкого кинематографа». § 2 определял её задачи: «Временная кинопалата призвана поддерживать немецкий кинематограф в рамках общей экономики, представлять интересы отдельных групп этой сферы деятельности между собой, а также по отношению к рейху, землям и общинам (общинным объединениям) и осуществлять справедливое балансирование между всеми работающими в этой области». В соответствии с § 3 членом кинопалаты «должен быть тот, кто профессионально или общеполезно в качестве предпринимателя производит, продаёт или показывает киноленты или кто в качестве кинематографиста участвует в создании кинолент. Приём в кинопалату может быть отклонён, или член может быть исключён, если налицо факты, из которых вытекает, что заявитель не обладает необходимой надёжностью для выполнения работы в кино». В назначенное Геббельсом правление кинопалаты, состоявшее из трёх членов, вошли уполномоченный министерства пропаганды и министерства экономики.
22 июля 1933 года Закон о кинопалате был дополнен «Распоряжением о создании временной кинопалаты», в котором указывалось: «За счёт принятия в кинопалату принятый получает право заниматься кинематографической деятельностью на территории рейха». В § 3 распоряжения перечислялись отдельные группы, «охваченные» кинопалатой: кинопроизводство (производство игровых, учебных и рекламных фильмов, работа ателье, производство киноплёнки); обработка киноплёнки (кинокопировальные фабрики); продажа фильмов (импорт и экспорт); демонстрация фильмов (кинофикация); предоставление авторских прав в связи с производством, продажей и демонстрацией фильмов; кинематографисты (творческие и прочие работники); кинокредитный банк. § 12 распоряжения гласил: «Общественная демонстрация киноленты недопустима, если её производитель не может подтвердить членство всех участников создания киноленты». Таким образом, тот, кто не был членом кинопалаты, не мог получить работу, а тот, кто казался ненадёжным, не мог стать её членом.
Эти мероприятия национал-социалистов привели к исходу еврейских кинематографистов из Германии.

## Первые экономические мероприятия в области кино
28 марта 1933 года министр пропаганды Йозеф Геббельс проигнорировал просьбы представителей киноиндустрии о материальной поддержке со стороны государства, заявив, что кризис немецкого кино имеет прежде всего «духовный характер», но уже во второй речи 19 мая 1933 года он намекнул на экономические мероприятия: «Возможно, ещё в течение этой недели мы представим общественности очень широко задуманный проект (…) для стимулирования немецкой кинопромышленности». Первое конкретное действие министра пропаганды в области кино свидетельствовало о том, что он решил в пользу сотрудничества с руководящими кругами немецкой экономики. 1 июня 1933 года по инициативе статс-секретаря министерства пропаганды д-ра Вальтера Функа, одного из посредников между НСДАП и немецкой индустрией, был учреждён «Фильмкредитбанк ГмбХ», предназначенный для того, чтобы «по возможности предоставлять кредиты на фильмы, которые прокладывают новые пути (…) особенно в области подлинно немецкого искусства». Номинальный капитал банка составлял 200 тысяч рейхсмарок, а размер кредитов — 10 млн рейхсмарок. Кредиты были предусмотрены в первую очередь для мелких и средних производственных фирм, располагавших, как правило, незначительным собственным капиталом. Уже в 1933 году банк предоставил 1 млн 828 тысяч рейхсмарок на производство 22 короткометражных и полнометражных фильмов. В 1934 году наряду с короткометражными фильмами кредиты в размере 50 % производственной стоимости получили 49 игровых полнометражных фильмов, почти 40 % всех постановок. Сумма кредитов составила 7 млн 613 тысяч рейхсмарок. В 1935 году кинокредитный банк участвовал в финансировании 65 фильмов, что соответствовало 70 % всех постановок. По данным «Фильм-Курир» от 7 июля 1936 года, кредит на общую сумму 15,7 млн рейхсмарок составил 60 % производственных затрат. В 1937 году тенденция возросла: 82 игровых фильма, то есть 73 % всех постановок, получили кредит на сумму в размере 21,4 млн рейхсмарок. Это соответствовало 60 % общей производственной стоимости. С 1937 года финансовая поддержка составляла в среднем 50 % общих затрат, что прежде всего было связано с начавшейся национализацией немецкой киноиндустрии.
9 февраля 1934 года в «Кроль-опере» Геббельс вновь выступил перед кинематографистами: «Мы искусно опекали искусство и подошли к художникам как художники. Поэтому сегодня мы можем с чувством глубокого удовлетворения констатировать: наша работа нашла прекрасное вознаграждение в доверии, которое нам оказано со стороны немецкого мира искусства». Под громкие аплодисменты зала министр заявил, что правительство должно «отпустить поводья, если речь идёт о вопросах художественной и интуитивной деятельности. (…) Мы убеждены в том, что кино является одним из самых современных и широких средств воздействия на массы. Поэтому правительство не имеет права предоставлять кино самому себе». По поводу формы, в которой пропаганда должна воплотиться на экране, министр заявил: «Мы намерены придать кино немецкое выражение, мы также хотим, чтобы национал-социализм выражался не в выборе, а в трактовке материала».
В тот же день министерство пропаганды вынесло на обсуждение правительства проект нового Закона о кино, с которым началась новая фаза национал-социалистической политики в этой области.

## Закон о кино
16 февраля 1934 года на заседании кабинета был обсуждён и принят Закон о кино. По сравнению с Законом о кино от 12 мая 1920 года, который после многочисленных поправок действовал в варианте от 6 октября 1931 года, закон, вступивший в силу 1 марта 1934 года, содержал ряд существенных изменений. В соответствии с ним вводилась предварительная цензура всех игровых фильмов. Эта задача была возложена на рейхсфильмдраматурга, пост которого Геббельс учредил в своём министерстве. «Рейхсфильмдраматург имеет задачу консультировать киноиндустрию по всем важным вопросам кинопроизводства, проверять предоставленные ему сценарии и своевременно предотвращать обращение к материалу, противоречащему духу времени», — сообщал журнал «Лихт-Бильд-Бюне» от 3 февраля 1934 года. Несмотря на то что в Законе о кино Веймарской республики содержалось достаточно причин для запрета фильма по политическим мотивам, в новый Закон были введены такие понятия, как «национал-социалистическое», «нравственное» и «художественное» чувство. Теперь причины запрета фильма были выражены следующим образом: «Допуск запрещается, если проверка установит, что демонстрация фильма способна поставить под угрозу жизненно важные интересы государства или общественного порядка и безопасности, оскорбить национал-социалистическое, нравственное или художественное чувство, воздействовать диким и аморальным образом, поставить под угрозу немецкий престиж или отношения Германии с другими государствами».
Важную роль получила существовавшая ещё во времена Веймарской республики система отметок-предикатов фильма, которая означала снижение или освобождение от налога. Вначале «национальное» правительство было готово пойти навстречу требованиям кинопромышленности об отмене налога на зрелищные мероприятия. Однако этот налог в связи с раздачей предикатов представлял собой чрезвычайно важное средство оказания политического влияния на кинопроизводство. Геббельс предложил освободить от налога лишь отдельные фильмы. Постоянно увеличивая количество предикатов, он пытался стимулировать лояльное отношение продюсеров к государству при производстве каждого нового фильма. С 1939 года их было восемь — от «ценный в культурном отношении» до «особо ценный в государственно-политическом и художественном отношениях». Кроме этого, был учрежден титул «Фильм нации». За 12 лет было присуждено 487 предикатов 347 из 1094 выпущенных в прокат немецких игровых фильмов. Из пропагандистских фильмов 106, больше 2/3, получили один или несколько предикатов, из прочих фильмов — 241, чуть больше четверти. Высшие предикаты означали полное освобождение от налога, а остальные вели к его сокращению до четырёх процентов. Получившие предикат короткометражные фильмы способствовали снижению налога с основного фильма, даже если он сам такого предиката не имел. Раздача предикатов стала также делом цензуры, которая с отменой мюнхенского отделения в соответствии с новым Законом о кино была сосредоточена в Берлине. В отличие от прежней процедуры, решение принималось без голосования — то есть по «принципу фюрера» — одним председателем, который в то же время был чиновником министерства пропаганды. Председатель цензуры Арнольд Бакмайстер указывал, что «немецкая киноцензура стала инструментом поддержки кинематографа, который за счёт присвоения государственных оценок получает новые и решительные импульсы».
Таким образом, после «урегулирования» вопросов финансирования и кадровой политики были регламентированы производство и прокат фильмов. В ведомственном сообщении подчеркивалось: «Закон о кино национального правительства впервые вытекает из руководящей идеи о том, что (…) новое государство берёт на себя задачу и ответственность участвовать в становлении немецкого кино».

## Цензура
Хотя уже в 1933 году, как сообщала газета «Кинематограф» от 20 февраля 1934 года, было запрещено 46 фильмов — 14 немецких, 13 советских, 11 американских, — допущенных ранее к демонстрации, новый Закон о кино позволял государству вмешиваться в непосредственный процесс производства и диктовать свои требования. В варианте от февраля 1934 года Закон о кино действовал меньше года. 13 декабря 1934 года был по-новому урегулирован вопрос предварительной цензуры. Новый закон отменял обязательный характер предоставления проектов на рассмотрение рейсхфильмдраматурга. В новой формулировке предписывалось, что все запланированные игровые фильмы не должны, а могут быть предоставлены на рассмотрение рейхсфильмдраматургу. Если рейхсфильмдраматург считал, что проект заслуживает поддержки, то он мог участвовать в создании сценария и фильма. Но это участие было возможно только по заявке фирмы. Если же такая заявка была подана, то фирма должна была следовать указаниям рейхсфильмдраматурга. Это нововведение, на первый взгляд, означавшее либерализацию предварительной цензуры, по сути дела означало, что министерство пропаганды брало на себя ответственность только за такие фильмы, которые были изначально запланированы или могли использоваться в пропагандистских целях. Тем не менее через день после принятия поправки к Закону о кино имперская кинопалата издала распоряжение, обязующее все кинофирмы предоставлять рейхсфильмдраматургу текущие планы с приложением коротких аннотаций. Если тот требовал на проверку экспозицию или сценарий, то надо было удовлетворить это требование и учесть все замечания и поправки. Таким образом, рейхсфильмдраматург сохранял своё влияние, но кинофирмы не могли ссылаться на то, что государство санкционирует немецкие фильмы. Как пояснил президент кинопалаты, цель этого распоряжения состояла в том, чтобы «дать рейхсфильмдраматургу возможность подключиться при таких темах, при которых это представляется абсолютно необходимым по особым мировоззренческим или художественным причинам».
28 июня 1935 года был принят второй Закон об изменении Закона о кино, согласно которому министр пропаганды мог запретить допущенный к демонстрации фильм, независимо от решения цензуры. 17 октября 1935 года по инициативе Геббельса Гитлер издал постановление, запрещающее отдельным лицам, организациям, профессиональным объединениям и их прессе оказывать влияние на цензуру: «В национал-социалистическом государстве за какое-нибудь дело отвечает только один человек. По этой причине я постановляю, что киноцензура подчиняется исключительно министру народного просвещения и пропаганды и назначенным им органам, и что оказание какого-либо давления на решения этих органов недопустимо и запрещено».
Реорганизация немецкого кино в общих чертах была завершена. Коммерческая структура кинематографа осталась неприкосновенной; ответом кинематографистов стала лояльность по отношению к режиму.

### Запрет критики фильмов в печати и на радио
В ноябре 1936 года Геббельс издал указ о запрете критики фильмов в печати и на радио: «Так как 1936 год не принёс удовлетворительного улучшения художественной критики, с сегодняшнего дня я категорически запрещаю дальнейшее занятие художественной критикой в прежнем виде». В директиве к исполнению критика стала «рассмотрением», а судья искусства — «слугой искусства». Такие влиятельные кинокритики, как Рудольф Арнхейм, Бела Балаж, Лотта Эйснер и Зигфрид Кракауэр, уже давно покинули Германию. А те, кто остались, приспособились к новым условиям, хотя и не всегда поддавались давлению сверху.

## Кризис
Уже в 1935 году возникли сомнения в способности министерства пропаганды и имперской кинопалаты вывести киноэкономику из кризиса. Несмотря на медленный, но стабильный рост кассовых сборов, баланс производственных и прокатных фирм демонстрировал не сокращение убытков, а рост дефицита. В 1936 году снова заговорили о кризисе. Здесь прежде всего ощутимо сказался вынужденный исход многих кинематографистов. Киноконцерны усилили конкурентную борьбу за оставшихся в рейхе известных актёров и режиссёров, что с 1933 по 1936 год привело к росту гонораров на 200 %. Их размеры от 200 000 до 350 000 марок в год на одного актёра настолько повысили производственную стоимость фильма, что его было практически невозможно амортизировать. Средняя стоимость фильмов повысилась с 200 000—250 000 в 1933 году до 420 000—470 000 в 1936 году. В 1934/35 г. 20 крупных актёров получали 10 % всего производственного капитала. Большинство стран — за исключением союзниц Германии — не проявляли практически никакого интереса к немецким фильмам и немецкому рынку. В 1936 году, например, в прокате было всего лишь 63 иностранных фильма, в 1937 году — 78, в 1938 году — 62. На экспорте сказался прежде всего бойкот немецких фильмов в Голливуде. Если в 1932/33 г. доля экспорта немецких фильмов составляла около 40 %, то в 1934/35 г. она упала до 12—15 %, а в марте 1937 году составляла всего 6—7 %. На первом заседании имперской кинопалаты в марте 1937 года крупные концерны открыто заявили об убытках: УФА — от 12 до 15 млн, Тобис — 10,5 млн рейхсмарок. В своей речи перед кинематографистами 5 марта 1937 года Геббельс объявил об «организационных изменениях», за его словами последовали конкретные действия.

## Национализация киноиндустрии
Д-р Макс Винклер, с 1919 года тайный финансовый советник тринадцати германских канцлеров, назначенный «имперским уполномоченным по делам немецкой кинематографии», должен был заняться её национализацией, планы которой существовали с 1936 года. 18 марта 1937 года возглавляемое Винклером общество доверительных операций «Каутио» приобрело от имени рейха 72,6 % акционерного капитала УФА. Вскоре после этого «Каутио» и УФА вступили во владение прокатными фирмами «Терра» и «Тобис-Рота» и 26 июня 1937 года преобразовали их в производственную фирму «Терра-Фильмкунст ГмбХ», переняв их активы и пассивы. 29 ноября 1937 года была учреждена фирма «Тобис-Фильмкунст ГмбХ», компаньоном которой было общество «Каутио», перенявшее все фирмы, принадлежавшие концерну «Тобис». Наконец в 11 февраля 1938 года после ликвидации концерна «Бавария» «Каутио» учредило фирму «Бавария-Фильмкунст ГмбХ». Таким образом, в течение года была национализирована большая часть немецкого кинопроизводства. Отныне и до 1942 г. это были «косвенно государственные» компании, так как «Каутио» работало по указаниям министерства пропаганды и министерства финансов. В общественных кругах при этом делали вид, что речь идёт, как и прежде, о частных фирмах. После присоединения Австрии к рейху, оккупации Чехословакии и создания протектората Богемии и Моравии по аналогичной схеме «Каутио» учредило 16 февраля 1938 года фирму «Вин-Фильм ГмбХ», скупив все акции «Тобис-Саша АГ», и 21 ноября 1941 года — «Праг-Фильм АГ». С 1937 года министерству пропаганды стало легче оказывать влияние на кинопромышленность: крупные фирмы в качестве «косвенно государственных» предприятий получали распоряжения министерства не только через имперскую кинопалату и рейхсфильмдраматурга, но и через «бюро Винклера». Частные производственные фирмы, кроме привязанности к имперской кинопалате и к рейхсфильмдраматургу, попали в более сильную зависимость от кинокредитного банка, который после создания фирмы «Фильм-Финанц ГмбХ», отвечавшей за финансирование полугосударственных предприятий, оказывал материальное содействие свободным производственным фирмам. В то же время был осуществлён ряд мер для подчинения контролю со стороны министерства тех фирм, которые ещё не находились в полном владении рейха.

## Завершение национализации
Новая фаза киноэкономики в нацистской Германии началась 28 февраля 1942 года с изданием «Указа министра народного просвещения и пропаганды о повышении производительности немецкого кинематографа». В соответствии с этим законом, означавшим завершение национализации кино, все кинофирмы рейха — «Бавария-Фильмкунст ГмбХ», «Берлин-Фильм ГмбХ», «Праг-Фильм АГ», «Терра-Фильмкунст ГмбХ», «Тобис-Фильмкунст ГмбХ», «Уфа-Фильмкунст ГмбХ», «Вин-Фильм ГмбХ» и «Дойче Цайхенфильм ГмбХ» — были объединены под крышей «УФА-Фильм ГмбХ», головной компании немецкого кинематографа. При этом «УФА-Фильм ГмбХ» не имела ничего общего с «УФА-Фильмкунст ГмбХ», учреждённой 17 января 1942 года концерном «Универсум-Фильм АГ» (УФА АГ) и фирмой «Дойлиг-Фильм ГмбХ». «УФА-Фильм ГмбХ» вышла не из «УФА-Фильмкунст ГмбХ», а из «Фильм-Финанц ГмбХ», фирмы, которая в январе 1942 года приобрела для этой цели весь уставной капитал кинокредитного банка. С 6 июня 1941 года по распоряжению президента имперской кинопалаты свободного производства не существовало, а задачи кинокредитного банка утратили свою силу, хотя он по-прежнему действовал в качестве домашнего банка «УФА-Фильм ГмбХ». Тем самым завершилась национализация немецкого кинопроизводства. Одновременно были национализированы кинокопировальные фабрики и кинопрокатные фирмы, которые, как правило, работали при производственных компаниях. Впрочем, в частной собственности остались кинотеатры, не входившие во владение национализированных фирм. Контроль за кинопроизводством отныне осуществлялся четырьмя инстанциями: имперской кинопалатой, рейхсфильмдраматургом, имперским уполномоченным по немецкой киноэкономике («бюро Винклера») и рейхсфильминтендантом. Все они, в свою очередь, контролировались имперским министерством народного просвещения и пропаганды, отдел кино которого по-прежнему возглавлял рейхсфильминтендант. В соответствии с организационным планом немецкой кинематографии, который был принят значительно позже, заведующий отделом кино министерства пропаганды отвечал за вопросы кинополитики, рейхсфильминтендант за вопросы киноискусства, уполномоченный за вопросы киноэкономики, если эти вопросы не входили в непосредственную компетенцию министра.

## Пропагандистское кино
Первая волна пропагандистских фильмов 1933 года — «Юный гитлеровец Квекс» о молодой жертве, погибшей от рук коммунистов; «Ханс Вестмар — один из многих» о «мученике движения», прототипом которого стал Хорст Вессель; «Штурмовик Бранд» об уличных боях штурмовиков с коммунистами — должна была послужить укреплению образа национал-социалистического человека. Однако Йозеф Геббельс был недоволен результатом. В январе 1933 года в своей речи по случаю дня рождения Хорста Весселя министр пропаганды заявил:
«Мы, национал-социалисты, не придаём повышенного значения тому, что наши штурмовые отряды маршируют по сцене или на экране. Сфера их деятельности — улица. Однако если кто-либо подходит к решению национал-социалистических проблем в художественной сфере, он должен уяснить для себя, что и в этом случае искусство определяется не желанием, а мастерством. Национал-социалистическое мировоззрение не может восполнить художественные недостатки. Если какая-нибудь фирма подходит к изображению событий, связанных с деятельностью штурмовых отрядов или к национал-социалистической идее, то этот фильм должен обладать высокими художественными достоинствами».
Геббельс понимал, какую опасность могли таить в себе современные темы. Поэтому игровые фильмы, посвящённые национал-социализму и его повседневности, такие как, например, «Выше голову, Йоханнес» (1941), были большой редкостью. «Суть немецкого характера» в первую очередь выражалась в костюмных исторических фильмах. Важные художественные постановки были посвящены жизни крупных немецких поэтов («Фридрих Шиллер», 1939), государственных деятелей («Бисмарк», 1940), врачей («Роберт Кох — победитель смерти», 1939), зодчих («Андреас Шлютер», 1942), инженеров-изобретателей («Дизель», 1942), промышленников с ярко выраженным социальным чувством («Властелин», 1937). При этом, естественно, нельзя сказать, что Геббельс отказался от идеи политизировать кино. Просто он предпочитал тонкие, едва заметные средства. Министр пропаганды всегда давал чётко понять, что он в данный момент хочет увидеть на экране. И в этом случае следил от начала до конца за реализацией своего заказа.
Лишь с началом войны — в конце 1939 года — Геббельс решился на радикальный шаг. В результате критики в его адрес со стороны Гитлера и Розенберга он запустил в производство ряд откровенно пропагандистских фильмов. Оправдывавший эвтаназию фильм «Я обвиняю» (1941), антибританский «Дядюшка Крюгер» (1941), проирландские «Лиса из Гленарвона» (1940) и «Моя жизнь за Ирландию» (1941), антисемитские фильмы «Ротшильды» (1940) и «Еврей Зюсс» (1940) и, наконец, призывавший к стойкости «Кольберг» (1945) — всё это были «выверенные в деталях» государственные заказы. Но эти постановки, как и актуальные военные фильмы «Штукас» (1941) и «Подлодки на Запад» (1941), продолжали оставаться исключением. В 1942/43 производственном году из 60 запущенных фильмов был лишь один военный — «Экипаж Дора» (1943) и один исторический фильм о «великом немце» — «Парацельс» (1943), а также два фильма Харлана, пропитанных идеологией «крови и почвы». Остальные постановки были комедиями, опереттами, семейными или любовными драмами, детективами и т. д. «А если Йозефа Геббельса спрашивали о лучших немецких фильмах, то он называл не „Властелина“ или „Великого короля“, а „Голубого ангела“ и „Если бы мы все были ангелами“», — пишет его биограф Гельмут Хайбер.
С другой стороны, положение дел компенсировали тщательно подготовленные выпуски кинохроники, которая после жёсткой критики самого фюрера, с 1940 года стала централизованно выходить под названием «Die Deutsche Wochenschau» и была напичкана пропагандой. В вермахте были сформированы роты пропаганды. Кинооператоры, которые в них служили, должны были снимать военные события. Длина выпуска киножурнала достигала одного часа.
«Кажется странным и объясняется, возможно, не только личной антипатией тот факт, что оба — прекрасно сделанных — крупных репортажа Третьего рейха, „Триумф воли“ и „Олимпия“, от „кинокозы“ Лени Рифеншталь (так её называл министр) были сняты без Геббельса или даже вопреки ему, только благодаря её дружбе с Гитлером, даже если финансирование, по крайней мере в последнем случае, шло через министерство пропаганды», — замечает Гельмут Хайбер. Биограф министра пишет, что документальное кино как жанр Геббельс считал недостаточно художественным.
В 1937 году режиссёр Арнольд Фанк поставил в Японии фильм «Дочь самурая» (нем. «Die Tochter des Samurai»). Поводом для совместной постановки Германии и Японии стал заключённый незадолго до этого Антикоминтерновский пакт между двумя державами. Эта картина была снята с участием японских актеров и, по мнению польского историка кино Богуслава Древняка, носила ярко выраженный пропагандистский характер. Молодой японец, выпускник немецкого вуза хочет связать жизнь с девушкой-немкой, хотя на родине у него осталась невеста. В финале одерживают верх чувства гордой японки и герой фильма переезжает в Маньчжурию, чтобы работать там на благо своей родины. Лени Рифеншталь заказала Арнольду Фанку пропагандистские документальные фильмы о «новом Берлине» личного архитектора Гитлера, рейхсминистра вооружения и военного производства Альберта Шпеера, о системе долговременных и полевых укреплений, созданной германской армией в 1940—1944 годах, под названием «Атлантический вал» и о ведущих скульпторах того времени Арно Брекере и Йозефе Тораке для своей продюсерской компании «Лени-Рифеншталь-Фильмпродукцион».

## Развлекательное кино
Из 1094 игровых фильмов, снятых в нацистской Германии, 48 % составляют комедии. За ними следуют мелодрамы, составляющие 27 %, пропагандистские фильмы составляют 14 % и заключают список приключенческие фильмы, составляющие 11 % от общего производства. Если исследовать долю четырёх жанров в годовом репертуаре, то 50 % комедий и около 10 % пропагандистских фильмов остаются относительно константным показателем. С началом войны в 1939 году наметилось значительное снижение производства комедий, которые составили 36 % от общего производства. В 1942 году, в период крупнейшей военной экспансии вермахта в Европе, комедии составили 35 %, а пропагандистские фильмы 25 %. В 1943 году, после поражения в Сталинграде, производство пропагандистских фильмов сократилось до 8 %, а доля комедий возросла до 55 %. Перед лицом поражения в 1945 году доля комедий сократилась до 25 %, зато доля мелодрам увеличилась до 58 %.
Преобладание в репертуаре развлекательных фильмов свидетельствует о том, что немецкий кинематограф нацистского периода ориентировался в первую очередь на кассу, а не на идеологию. С другой стороны, с началом войны отвлечение кинозрителя от тягот повседневности путём развлечения также стало важной иделогической задачей. При этом и сам сюжет некоторых развлекательных фильмов не был свободен от идеологии. Например, мелодрама «Концерт по заявкам» (1940) повествовала о том, как еженедельный радиоконцерт для вермахта помог через четыре года воссоединиться девушке и военному лётчику, которые познакомились и полюбили друг друга во время Олимпийских игр в Берлине в 1936 году. Радио оказалось, таким образом, связующим звеном между фронтом и родиной, единство которых и стало главной темой этого фильма. Наряду c мелодрамой «Великая любовь» (1942) с участием Цары Леандер «Концерт по заявкам» был одним из самых успешных фильмов нацистского периода. До конца войны его посмотрели 26 млн зрителей, а кассовый сбор составил 7,6 млн рейхсмарок.

## Прокат американских фильмов
В отличие от Веймарской республики, ввоз фильмов был ограничен в связи с трудностями немецкого киноэкспорта и вызванным ими сокращением валютных средств, но тем не менее до середины 1940 года голливудскую кинопродукцию можно было посмотреть во всех крупных городах рейха. Правда, в сезоне 1939/40 года повторные показы превысили премьеры, так как с началом Второй мировой войны стало всё труднее продвигать немецкие фильмы на североамериканский рынок. Непосредственно перед началом войны в кинотеатрах УФА на Курфюрстендамм в Берлине шёл фильм «Я украл миллион» с Джоржем Рафтом, во время французской кампании в июне 1940 года в Берлине показывали «Полуночное такси». Последним американским фильмом, который шёл в Берлине, был мюзикл «Бродвейская серенада». Его показ состоялся 27 июля 1940 года.
Если в министерстве пропаганды узнавали, что актёр или режиссёр были евреями, то фильмы — как, например, в случае с Сильвией Сидни — тут же снимали с экранов. Кроме того, цензура запретила многие вестерны и гангстерские фильмы. В то же время в Германии был показан ряд классических комедий, таких как «Это случилось однажды ночью» и «Желание», а также приключенческих фильмов, среди которых «Мятеж на Баунти», «Порождение севера», «Жизнь Бенгальского улана». Большим успехом пользовался мюзикл «Бродвейская мелодия». На многих сценах публика живо аплодировала, а рецензенты писали о «чувстве внутреннего освобождения», которое испытывали зрители.

## Обращение с фильмами нацистского периода после 1945 года

### «Фильмы для ограниченного показа»
После германской капитуляции в 1945 году союзники конфисковали все копии немецких фильмов, снятых с 1933 года. В результате поверхностной проверки, которая больше касалась изображённых символов режима, а не психологического воздействия, они либо снова были допущены к демонстрации без купюр (категория А), с купюрами (категория В), либо запрещены (категория С).
В категорию С попали 219 фильмов, которые, по мнению союзников, прославляли нацистскую идеологию, милитаризм или вермахт, искажали историю, оскорбляли религиозные чувства, возбуждали чувство мести или презрение в отношении союзников. В ней оказались и некоторые фильмы, снятые до 1933 года — зачастую, например, в силу подозрительности названия («На секретной службе» или «Последняя рота»). С течением времени этот список сокращался под воздействием коммерческих интересов, так как многие продюсеры хотели снова показать их в кинотеатрах. После того как в 1949 году был учреждён самоконтроль немецкой кинопромышленности и цензура снова перешла в немецкие руки, многие фильмы подверглись пересмотру и переоценке.
На сегодняшний день в списке остаются около 40 «фильмов для ограниченного показа». Эту формулировку придумала комиссия самоконтроля, поскольку на самом деле доступ к фильмам никогда не был запрещён полностью. За пошлину их можно посмотреть в просмотровом зале комиссии самоконтроля в Висбадене, каждый может заказать их на просмотр, но не каждому их могут выдать (например, праворадикальным организаторам), а показ предполагает обязательное вступительное слово и последующую дискуссию.
В списке до сих пор стоят фильмы «Еврей Зюсс» и «Вечный жид». Согласно приговору федерального Верховного суда от 1963 года «Еврей Зюсс» является «враждебным конституции, разжигающим межнациональную рознь и оскорбительным по отношению к евреям».
В списке также находятся комедии («Венера перед судом»), уголовные драмы («Фальшивомонетчики»), исторические панорамы («Властелин»), памфлеты против Веймарской республики («Тоггер»), антибританские («Дядюшка Крюгер»), антипольские («Возвращение домой»), антисоветские фильмы («ГПУ»). При этом в списке уже нет ни одного фильма Лени Рифеншталь. В середине 1990-х годов специальная комиссия вычеркнула из него фильмы «Концерт по заявкам», «Великая любовь», «Рассвет», «Внимание! Враг подслушивает!».
В последнее время ведётся дискуссия относительно снятия ограничений на показ оставшихся в списке фильмов.

### Фильмы нацистского периода в советском прокате
31 августа 1948 года Политбюро ЦК ВКП(б) приняло Постановление о выпуске на экран кинофильмов из трофейного фонда. Министерству кинематографии предписывалось в течение 1948—1949 годов за счёт показа иностранных фильмов на открытых и закрытых показах обеспечить чистый доход государству в размере 750 млн рублей.
В период с 1947 по 1956 год в советский прокат было выпущено более 30 фильмов нацистской Германии. При этом наряду с «Девушкой моей мечты» или «Индийской гробницей» были показаны и антибританские пропагандистские фильмы, такие как «Дядюшка Крюгер» (в советском прокате — «Трансвааль в огне», 1948), «Титаник» («Гибель Титаника», 1949), или «Лиса из Гленарвона» («Возмездие», 1949).